# Dasburg
Dasburg település Németországban, Rajna-vidék-Pfalz tartományban. Lakosainak száma 219 fő (2023. december 31.). Dasburg Parc Hosingen, Dahnen és Daleiden községekkel határos.

## Népesség
A település népességének változása:
| Lakosok száma | 311  | 211  | 229  | 222  | 218  | 219  |
|               | 1975 | 2017 | 2019 | 2021 | 2022 | 2023 |